# Pascal Foucart
Pour les articles homonymes, voir Foucart (homonymie).
Pascal Foucart est un artiste peintre français membre du collectif 59 Rivoli, basé à Paris.
À l'âge de 21 ans, il choisit de s'exprimer par la peinture abstraite et en particulier avec la couleur, successeur d'artistes comme Jackson Pollock, l'un de ses quelques « maîtres ». Impliqué dans l'astronomie, il fait couler et projette ses chrominances en constellations, voies lactées et autres supernovae sur la toile mais aussi sur de nombreux supports tels que les corps nus, les vêtements, les objets... 
Membre du collectif et mouvement artistique « 59 Rivoli », squat situé dans le centre de Paris et fondé en 1999, il est également membre de la Maison des artistes depuis 2000.

## Principales expositions
- Musée du Louvre. Paris (France). Exposition, performance et conférences portant sur L'origine de la lumière dans les peintures et les influences de l'astronomie dans l'art.
- Galerie de l'Horloge, à Paris (France)
- Ecomusée de Savigny Le Temple (France)
- Galerie du Centre d'Art en l'île, Genève (Suisse)
- Galerie La Goudera (Verena Fondation), Hydra (Grèce)
- Studio Derek Williams Bateman Street, Londres (UK)
- Galerie Art Generation. Lyon et Paris (France)

## Défilés de mode (peintures originales sur vêtements)
- Palais des Congrès, Dijon (France)
- Galerie du Centre d'Art en l'île, Genève (Switzerand)
- Fondation Verena, Hydra (Grèce)
- Galerie Art Generation. Lyon et Paris (France)